# Gilbert Ballet

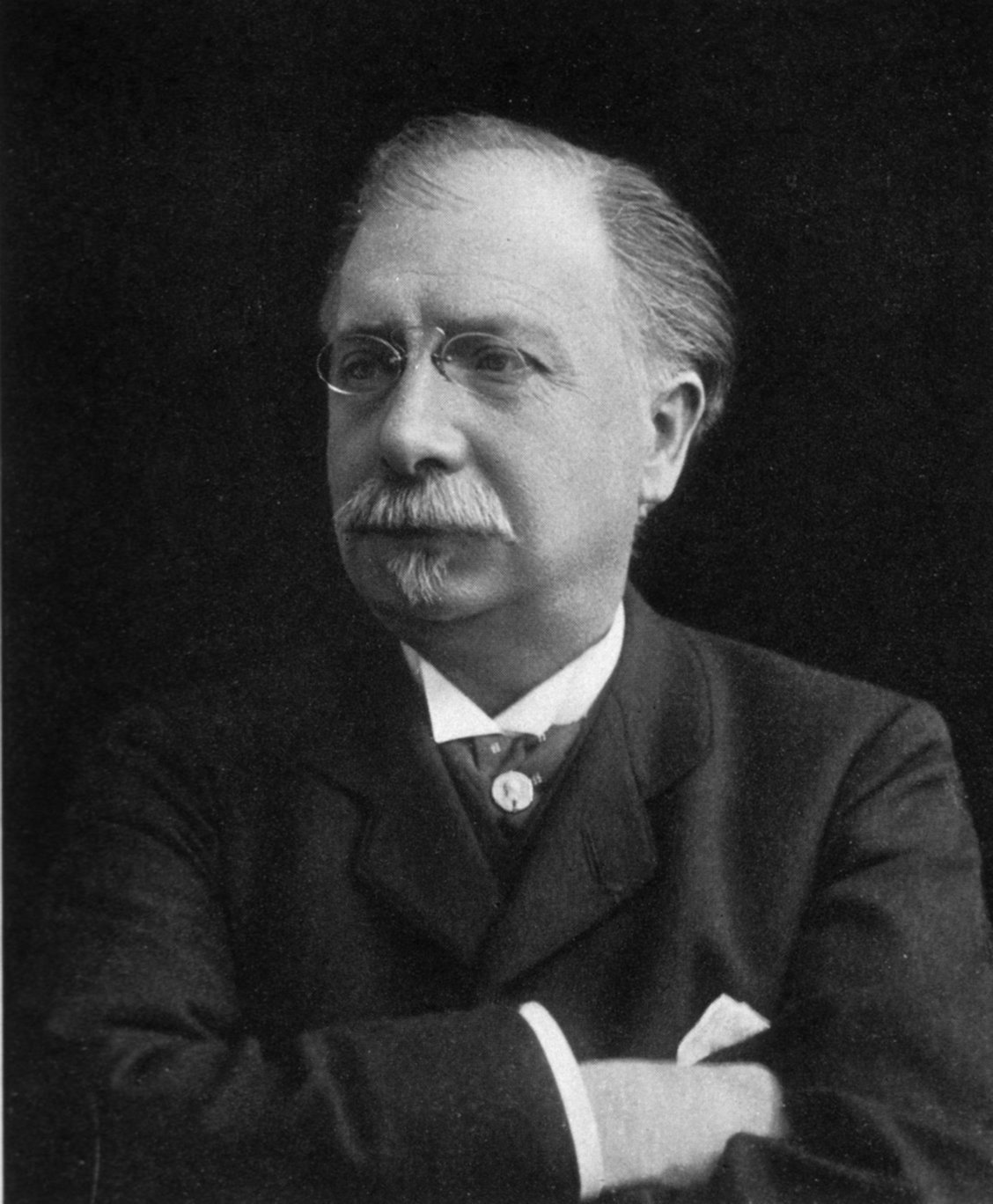
Gilbert Ballet.

Gilbert Ballet, född 29 mars 1853 i Ambazac, departementet Haute-Vienne, död 16 mars 1916 i Paris, var en fransk läkare.
Ballet, som var médecin des hôpitaux och extra ordinarie professor vid medicinska fakulteten i Paris, författade flera viktiga arbeten i experimentell fysiologisk psykologi. Han stiftade även det psykiatriska sällskapet "La société de psychiatrie".